# Битва під Ашераденом
Битва під Ашераденом — битва між військами Великого князівства Литовського під керівництвом Великого князя Тройдена з одного боку та Лівонського ордену та їх союзників (Данська Естонія) під керівництвом Великого магістра Ернста фон Ратценбурга з іншого. Відбулась 5 березня 1279 року на лівому березі Західної Двіни поблизу Ашерадена (зараз Айзкраукле).

## Передумови
В 1273 році хрестоносці збудували Динабургський замок на землях, які належали Тройдену. Замок мав важливе стратегічне положення та використовувався для походів на Литву.
У 1277 році Тройден обложив замок та збудував чотири облогові башти. Штурм тривав безперервно протягом місяця, проте успіхом не увінчався. Литовці змушені були відступити, знищивши облогові башти. У відповідь на це Лівонський орден восени 1278 року зібрав війська та організував похід проти Литви.

## Хід битви
У середині лютого 1279 року магістр Лівонського ордену Ернст фон Ратценбург разом з данським намісником у Ревелі Ейлардом фон Обергом увірвались з військами в Литву. У їх війську також були загони куршів та земгалів. Хрестоносці спустошили землі литовців і з великою здобиччю вирушили назад. Тройден швидко зібрав військо та вирушив у погоню.
Ернст фон Ратценбург вже розпустив частину ополчення (найімовірніше, куршів), коли дізнався про погоню. Поблизу Ашерадена він укріпився у своєму таборі, не наважуючись вступати у бій. Це допомогло литовцям згуртувати свої сили. Коли зібралась достатня кількість воїнів, литовці розпочали битву.
Зіткнувшись із запеклим опором, частина литовців відступила, за ними кинулись у погоню данські лицарі. Між тим, основні сили литовців стали громити війська Ернста фон Ратценбурга. Земгали з війська лицарів перейшли на бік литовців. Лівонські лицарі були повністю розбиті. Данці, що вернулись з погоні, побачили, що битва програна, а литовці відрізали шлях до відступу. Тільки частина данських лицарів змогла вирватись з оточення. У битві загинули магістр Ернст фон Ратценбург, 71 лівонський лицар, Ейлард фон Оберг та багато простих воїнів.

## Наслідки
Битва під Ашераденом — найбільша перемога литовців над хрестоносцями у XIII столітті після битви біля озера Дурбе. Земгали у черговий раз повстали проти Лівонського ордену. Постання очолив князь Намейсіс. Тройден підтримував його, а Намейсіс визнав верховну владу правителя Литви.
Хрестоносці втратили майже всі свої попередні завоювання та вирішили обирати спільного магістра з Тевтонським орденом. Тільки у 1290 році вдалось остаточно підкорити Земгалію, після чого велика кількість земгалів переселилась в Литву.